# ما بعد استيلاء أنصار الله الحوثيين على السلطة
ما بعد استيلاء الحوثيين على السلطة يشير إلى التطورات في أعقاب "سيطرة الحوثيين على صنعاء واستقالة الرئيس عبد ربه منصور هادي ورئيس الحكومة، والتي تلتها إعلان الحوثيون إعلان دستوري للانقلاب في 6 فبراير عام 2015، أعلنوا فيه حل مجلس النواب اليمني المُعطل أصلاً، والذي يهيمن عليه حزب الرئيس السابق علي عبد الله صالح، وعن تولي "اللجنة الثورية" التابعة للحوثيين مقاليد الحكم. وبالرغم من النجاحات العسكرية والتحالف مع الحاكم السابق حزب المؤتمر الشعبي العام، واجه الحوثيين معارضة داخلية ودولية واسعة للانقلاب. وأعلنت محافظات ومناطق عسكرية رفضها تلقي أية أوامر من صنعاء والحوثيون، وأنها لن تتلقى الأوامر إلا من الرئيس هادي، وسعى الحوثيون للسيطرة على مؤسسات الدولة والوزارات والتغلغل فيها وتعيين قادة ومدراء مواليين لهم في وزارة الدفاع والوزارات السيادية الأخرى، وأعلنوا تعيين وزير الدفاع محمود الصبيحي رئيساً للجنة الأمنية العليا، ولكنه تمكن لاحقاً من المغادرة إلى عدن واللحاق بالرئيس هادي، الذي تمكن من الهروب إلى عدن في ذكرى توليه الرئاسة في 21 فبراير 2015،  وذلك بعد فرض الحوثيون إقامة جبرية عليه لحوالي شهر، وأعلن هادي من عدن تراجعه عن استقالته التي لم يبت البرلمان فيها، وأن انقلاب الحوثيين باطل وغير شرعي.
وتلى ذلك بدء الحوثيون في الهجوم على جنوب اليمن لملاحقة الرئيس هادي والسيطرة على مدينة عدن.

## خلفية

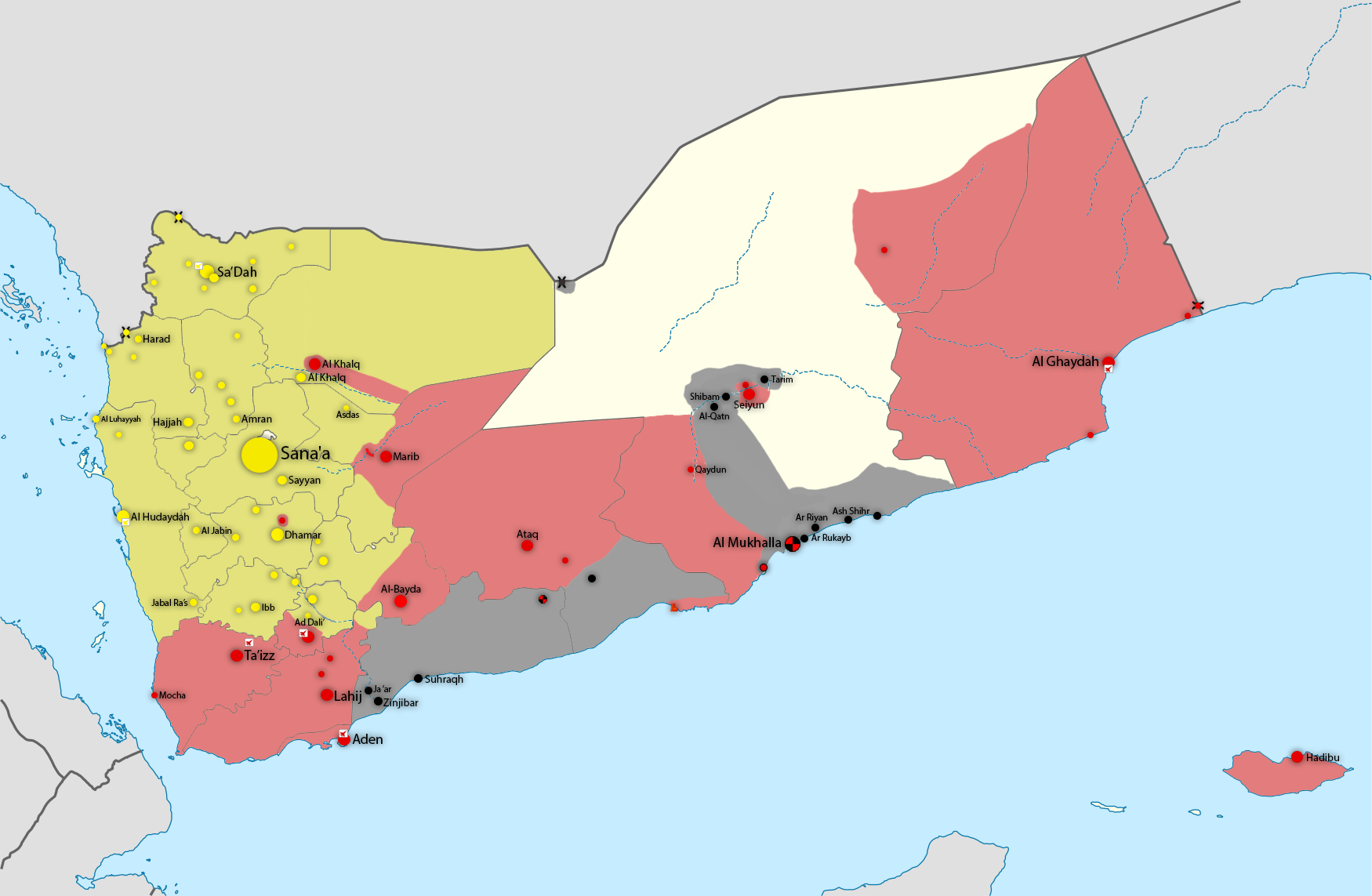
خريطة تقريبية لانقلاب الحوثيين (18 يناير 2015)
سيطرة المواليين للرئيس عبد ربه منصور هادي
تحت سيطرة الحوثيون والجيش المؤيد لصالح
سيطرة جزئية لأنصار الشريعة والقاعدة
مناطق مهجورة

هاجم الحوثيين منزل الرئيس هادي في 19 يناير عام 2015 بعد اشتباكات مع الحرس الرئاسي، وحاصروا القصر الجمهوري الذي يقيم فيه رئيس الوزراء،  وأقتحموا معسكر الصواريخ ومجمع دار الرئاسة بصنعاء الذي يشمل عدة معسكرات للجيش، ووصف قائد قوات الحماية الرئاسية العميد صالح الجعيملاني بأن ما يجري «محاولة انقلاب»، وسيطر الحوثيين على قناة اليمن ووكالة سبأ للأنباء،  وألقى عبد الملك الحوثي خطاباً طالب فيه بأربعة نقاط متعلقه بالشراكة ومسودة الدستور،  واستجاب الرئيس لمطالب عبد الملك الحوثي ووقعت اتفاقية في 21 يناير وتم الإتفاق مع الحوثيين مقابل ذلك أن يطلق سراح مدير مكتب الرئيس أحمد عوض بن مبارك المعتقل فور توقيع الإتفاق، وأن ينسحب الحوثيين من المناطق التي سيطروا عليها خلال الاشتباكات الأخيرة أهمها المواقع المطلة على منزل «رئيس الجمهورية» ومن دار الرئاسة والقصر الجمهوري الذي يسكن فيه رئيس الوزراء، ومن معسكر الصواريخ.
لم يلتزم الحوثيين بالإتفاق الأخير، فلم ينسحبوا من دار الرئاسة أو يطلقوا سراح «بن مبارك» حينها، وحسب مستشار الرئيس هادي، طلب الحوثيين تعيين العشرات من أنصارهم في مناصب قيادية وعسكرية أهمها تعيين نائباً للرئيس من الحوثيين. وضغط الحوثيين على الرئيس عبد ربه منصور هادي ورئيس الوزراء خالد بحاح مما دفعهما لتقديم استقالاتهم، في 22 يناير، مبريين ذلك بعدم قدرتهم على مواصلة العمل في ظل الظروف التي فرضها الحوثيين، ورفض الحوثيين استقالة هادي، وأبقوه تحت الإقامة الجبرية، مما دفع ذلك لاعلان أربع محافظات جنوبية عدم تلقيها أوامر من صنعاء الأنقلابيين في صنعاء سيطر الحوثيين على مبنى البرلمان،  ولم يعقد البرلمان جلسة لقبول الاستقالة أو رفضها حسب ما ينص عليه الدستور، وتدخل مندوب الأمم المتحدة في اليمن جمال بنعمر، لإجراء حوار سياسي ومفاوضات بين الحوثيين والأحزاب السياسية لمحاولة التوصل إلى حل توافقي. وبعد مفاوضات غير مثمرة، أعلن الحوثيون بيان أسموه بالـ«إعلان الدستوري» في 6 فبراير، وقاموا بإعلان حل البرلمان،  وتمكين «اللجنة الثورية» بقيادة محمد علي الحوثي لقيادة البلاد.

## التطورات السياسية

### في صنعاء
بالرغم من النجاحات العسكرية والتحالف مع حزب المؤتمر الشعبي العام،  إلا أن الانقلاب واجه معارضة داخلية ودولية واسعة. من جامعة الدول العربية، ومجلس التعاون لدول الخليج العربية، والأمم المتحدة، حيث رفضوا الاعتراف ب «الإعلان الدستوري»، ورفضت عدة محافظات يمنية سلطة الحوثيين.
قال المؤتمر الشعبي العام أنه لن يشارك في التصويت على اسقالة هادي في البرلمان، في حين أكدت بعض الأحزاب أن هادي لا يزال «الرئيس الدستوري المنتخب».

#### المحادثات
توسط مبعوث الأمم المتحدة جمال بنعمر لإجراء محادثات بين الحوثيين والفصائل السياسية الأخرى بعد «الإعلان الدستوري». ومع ذلك، تعطلت المحادثات بعد انسحاب مندوبين من التنظيم الوحدوي الشعبي الناصري وحزب التجمع اليمني للإصلاح، بعد تعرضهم للتهديد من قبل ممثل الحوثي. وأعلن بنعمر التوصل إلى اتفاق مبدئي في 20 فبراير يتضمن استمرار مجلس النواب اليمني وتشكيل «مجلس شعبي انتقالي» يمثل فيه الجنوبيين والنساء والشباب والأطراف الأخرى. ولكن المفاوضات توقفت ولم تستأنف.

#### الأقامة الجبرية للمسؤولين
في 16 فبراير، قال حزب المؤتمر الشعبي العام انه لن يقبل حل البرلمان من الحوثي.
في 22 فبراير، طلب الحوثيون من رئيس الوزراء السابق خالد بحاح ومجلس الوزراء، التراجع عن استقالتهم وعودتهم لمزاولة أعمالهم، وهدد الحوثيين بمحاكمتهم بتهمة بالخيانة العظمى، إذا لم يستجيبوا لذلك.

### في عدن
اجتمع عدد من أعضاء البرلمان في عدن في 15 فبراير ودعوا أن تكون عدن عاصمة للبلاد بسبب سيطرة الحوثيين على صنعاء،  وأعلن محافظي محافظة عدن، محافظة لحج، ومحافظة المهرة وقياداتها الإدارية والأمنية والسياسية معارضة انقلاب الحوثيين.
وبعد شهر واحد من الإقامة الجبرية،  تمكن الرئيس عبد ربه منصور هادي من الفرار إلى عدن في 21 فبراير، ومنها تراجع هادي عن استقالته في رساله وجهها للبرلمان،  وقال «أن جميع القرارات التي أتخذت من 21 سبتمبر باطلة ولا شرعية لها»، وهو تاريخ احتلال صنعاء من قبل ميليشيات الحوثيين. ودعى لاستئناف الحوار الوطني اليمني في أي من عدن أو تعز، والمدن خارج سيطرة الحوثيون. وخُتم البيان بتوقيع هادي تحت كلمة رئيس الجمهورية اليمنية. في اليوم التالي، اجتمع هادي مع العديد من القادة في الجنوب، وقال محافظ عدن بن حبتور بعد الاجتماع ان هادي ينوي قيادة اليمن من مدينة عدن. ورفض كل من الحوثيين والمؤتمر الشعبي العام الذي يرأسه علي عبد الله صالح تراجع هادي عن الاستقالة.
وأعلن الرئيس هادي عدن عاصمة مؤقتة لليمن بعد استيلاء الحوثيون على صنعاء.

## اضطرابات ذات صلة

### اشتباكات

#### معركة مطار عدن
مع دخول شهر مارس من عام 2015 شهدت عدن توتراً سياسياً وأمنياً، فهادي أتخذ قراراً بإقالة عبد الحافظ السقاف قائد فرع قوات الأمن الخاصة في عدن المحسوب على علي عبد الله صالح والحوثيون، ولكن السقاف رفض ذلك، وأندلعت اشتباكات مسلحة بين المتمردين من قوات الأمن ووحدات عسكرية تابعة للجيش اليمني يقودها وزير الدفاع محمود الصبيحي مسنودة باللجان الشعبية الموالية للرئيس عبد ربه منصور هادي. وفي 19 مارس سيطرت قوات الجيش اليمني على «معسكر الصولبان» (قوات الأمن الخاصة) وعلى مطار عدن الدولي  وفر السقاف إلى تعز، وتعرض «قصر المعاشيق» القصر الجمهوري لعدة ضربات جوية من طائرات حربية قادمة من صنعاء.

#### معركة المكلا
استولى مقاتلي القاعدة على مدينة المكلا في 2 أبريل 2015، وفرضوا سيطرتهم على العديد من المباني الحكومية، بما في ذلك القصر الرئاسي ومقر المنطقة العسكرية الثانية. وهاجموا السجن المركزي في المدينة بقذيفة صاروخية وحرروا 300 سجينا، بينهم خالد باطرفي، الذي نشرت له عدة صور في وسائل التواصل الاجتماعي، وهو داخل القصر الرئاسي بمدينة المكلا،  وقاموا بمهاجمة مقر شرطة المكلا ومبنى الإدارة المحلية لمحافظة حضرموت.
وجائت تلك الهجمات مع انسحاب مفاجئ لوحدات عسكرية موالية للرئيس السابق علي عبد الله صالح من مقارها في محافظة حضرموت، مما سهل لمسلحي القاعدة السيطرة على المدينة بأقل الخسائر. وذلك في نفس الوقت الذي تخوض فيه قوات عسكرية موالية لعلي عبد الله صالح والحوثيون هجوماً واسعاً على جنوب اليمن لمحاولة السيطرة على عدن، حيث شهدت عدن معارك شرسة يوم الخميس 2 أبريل بين أنصار الرئيس اليمني عبد ربه منصور هادي، والقوات الموالية لعلي عبد الله صالح والحوثيين، وذلك في اليوم الثامن لعملية عاصفة الحزم التي يشنها التحالف العربي ضد الحوثيين في اليمن.
في اليوم التالي خاض مسلحون قبليون اشتباكات خارج المدينة مع قوات مرتبطة بعلي عبد الله صالح، مما أدى إلى مقتل اثنين من الجنود وأحد رجال القبائل، وسيطر القبائل يوم الجمعة 3 أبريل على قاعدتي الشحر والريان العسكريتين في ساحل بحر العرب شمال شرق المكلا إثر انسحاب قوات عسكرية منهما. وتمكنوا من دخول المكلا والسيطرة عليها.

### أعمال ارهابية

#### تفجيرات صنعاء
استهدفت تفجيرات انتحارية جامع بدر وجامع الحشوش في صنعاء اللذان يتردد عليهما الحوثيين، ووقع التفجير أثناء صلاة الجمعة في 20 مارس 2015، وتعتبر هذه الهجمات الأكثر دموية منذ سيطرة الحوثيين على صنعاء. حيث وقع انفجار في جامع بدر وأثناء فرار المصليين وقع انفجار ثاني، واستهدف تفجير آخر مسجد الحشحوش في شمال صنعاء.

#### مذبحة الحوطة
قام مسلحون يعتقد بانتمائهم لتنظيم القاعدة بقتل 20 ضابط وجندي يمني في 20 مارس 2015 في مدينة الحوطة بمحافظة لحج التي تشهد فراغاً أمنياً كبيراً، بعد انسحاب الأمن منها، حيث طالت عمليات النهب عدداً من البنوك والمعسكرات التي سلمت لهم دون مقاومة. وتأتي المذبحة بعد ورود تقارير عن فرار المئات من معتقلي تنظيم «القاعدة»، من السجن المركزي بعدن، وأجلت أمريكا نحو 100 جندي في 21 مارس كانوا متواجدين في قاعدة العند الجوية بمحافظة لحج.

## ردود فعل دولية

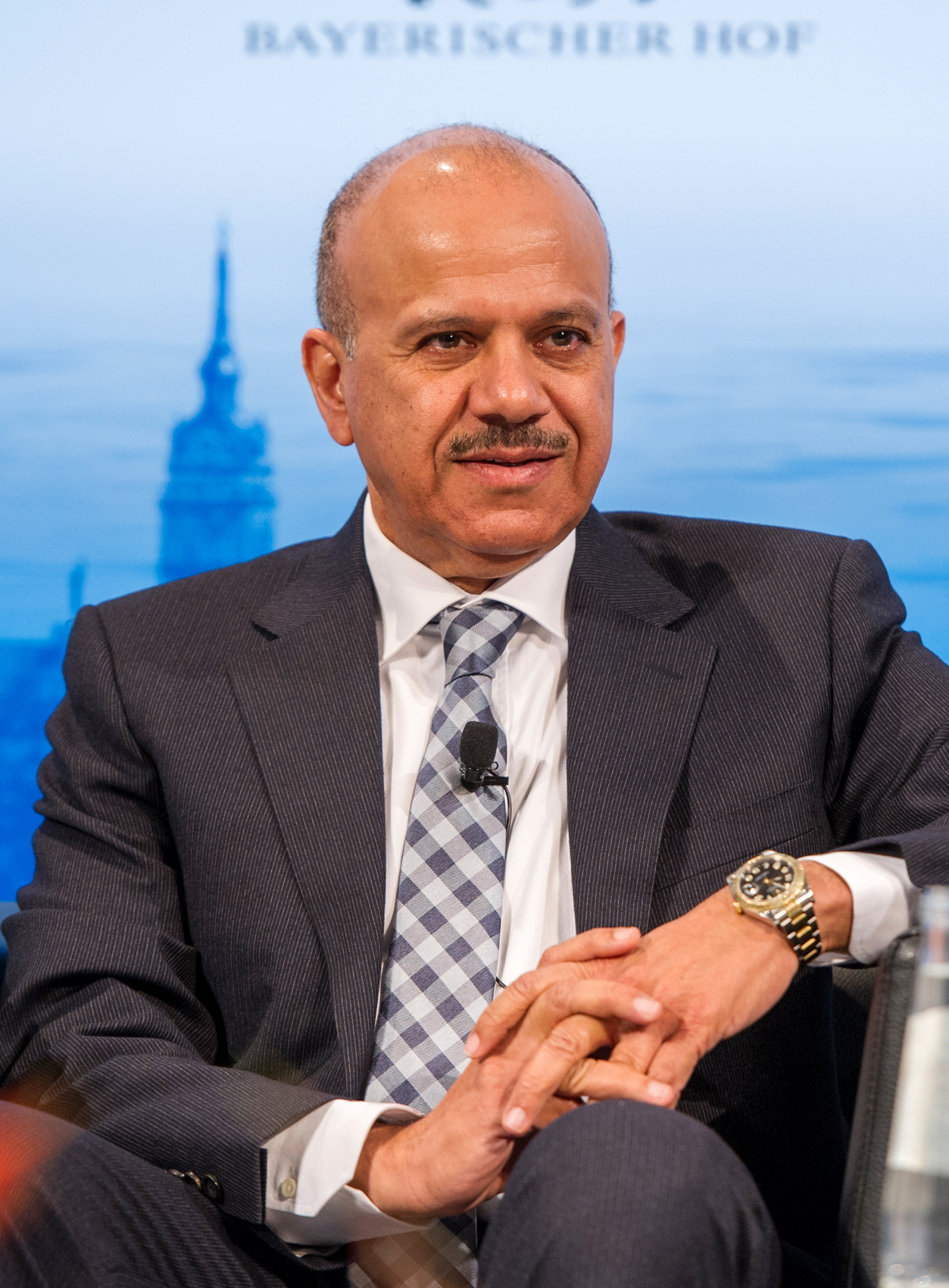
أعرب عبد اللطيف الزياني الأمين العام لمجلس التعاون الخليجي عن معارضته الشديدة لاستيلاء الحوثيين على السلطة، ودعم حق هادي بالشرعية.

### مجلس الأمن
في 15 فبراير 2015، أصدر مجلس الأمن الدولي قرار رقم 2201 اتخذه بالإجماع، طالب فيه الحوثيين بسحب مسلحيها من المؤسسات الحكومية، واستنكر تحركاتهم لحل البرلمان والسيطرة على مؤسسات الحكومة واستخدام العنف لتحقيق أهداف سياسية، والاستيلاء على المنابر الإعلامية للدولة ووسائل الاعلام للتحريض على العنف، وطالبهم بالانخراط في مفاوضات السلام التي يرعاها مبعوث الأمم المتحدة جمال بن عمر، وطالبهم بالإفراج عن الرئيس عبد ربه منصور هادي ورئيس وزرائه خالد بحاح وأعضاء الحكومة، الموضوعين جميعا تحت الإقامة الجبرية، وأعلن المجلس استعداده لاتخاذ «مزيد من الخطوات» إذا لم ينفذ هذا القرار، بما فيها استخدام البند السابع من ميثاق الأمم المتحدة الذي يسمح باستخدام القوة أو العقوبات الاقتصادية لفرض تنفيذ القرارات.
ورفض الحوثيون ما وصفوها بأنها «تهديدات»، وقال محمد عبد السلام الناطق باسم الحوثيون «أن الشعب اليمني لن يركع أمام أي تهديد أو وعيد»،  كما أكد جمال بنعمر لمجلس الأمن الدولي موقف الحوثيين الرافض لقرار مجلس الأمن.
تحذيرات دولية
في 16 فبراير 2015، حثت الصين عبر المتحدثة باسم وزارة الخارجية جماعة الحوثيين على تطبيق قرار مجلس الأمن الذي يحثهم على الدخول في المفاوضات برعاية الأمم المتحدة وسحب مسلحيهم من مؤسسات الحكومة. وحذّر مندوب روسيا لدى الأمم المتحدة، من أن «تقويض العملية السياسية في اليمن سيؤدي الي زيادة العنف وعدم الاستقرار في اليمن».

## الحرب الأهلية
في خطاب متلفز قال عبد الملك الحوثي قائد جماعة الحوثيون أن اتخاذ جماعته قرار التعبئة العامة للحرب كان ضرورياً بعد الجرائم التي ارتكبها تنظيم القاعدة في تفجيرات مسجدي بدر والحشوش بصنعاء ومذبحة الحوطة، وشن الحوثيون حملة عسكرية لملاحقة الرئيس هادي، مدعومين بقوات عسكرية مؤيده لعلي صالح، بدأ الهجوم باندلاع اشتباكات في محافظة تعز في 22 مارس 2015، وسيطر الحوثيون على مطار عسكري في تعز،  وتوجهوا مدعومين بقوات تابعة للحرس الجمهوري المنحل صوب محافظة عدن، وأرسلوا تعزيزات عسكرية جديدة إلى جنوب اليمن في 23 مارس 2015، باتجاه مضيق باب المندب الاستراتيجي، وأستولت قوات الحوثي على المباني الحكومية في مدينة الضالع في 24 مارس وكانوا يتقدمون في المدينة خلال قتال عنيف في محافظة لحج،  وتم طرد المقاتلين الحوثيين بسرعة من الضالع و«كرش» من قبل القوات الموالية للرئيس هادي، مدعومة باللجان الشعبية.
في صباح 25 مارس 2015 استولى الحوثيين على قاعدة العند الجوية بمحافظة لحج، على بعد 60 كيلومترا من عدن. وقال الحوثيون أنهم قبضوا على وزير الدفاع محمود الصبيحي، في مديرية الحوطة،  ومن مصر، ودعا وزير الخارجية اليمني رياض ياسين للتدخل العسكري ضد الحوثيين. وتقدم مقاتلي الحوثي إلى مديرية دار سعد، على بعد 20 كم إلى الشمال من عدن. وفي نفس اليوم، استولت مليشيات موالية للحوثيين وصالح على مطار عدن الدولي وقاعدة جوية قريبة منه، وذلك بعد اشتباكات مع الجيش الموالي للرئيس هادي. وغادر هادي البلاد في 25 مارس لحضور اجتماع القمة العربية، 

### التدخل العسكري
في فجر 26 مارس 2015، أعلنت السعودية بدء عملية عاصفة الحزم لإستعادة الشرعية في البلد بمشاركة العديد من الدول الخليجية، وتقديم المساعدة اللوجستية من الولايات المتحدة الأمريكية. وبدأت العملية بقصف جوي كثيف على المواقع التابعة لمليشيا الحوثي والقوات التابعة لصالح في مختلف محافظات اليمن. وبدأت أول الضربات الجوية على مطار صنعاء وقاعدة الديلمي الجوية ومقر قيادة القوات الجوية التي كان الحوثيون قد سيطروا عليها.

## طالع أيضًا
- عملية عاصفة الحزم